# Apeadeiro de Quinta da Ponte

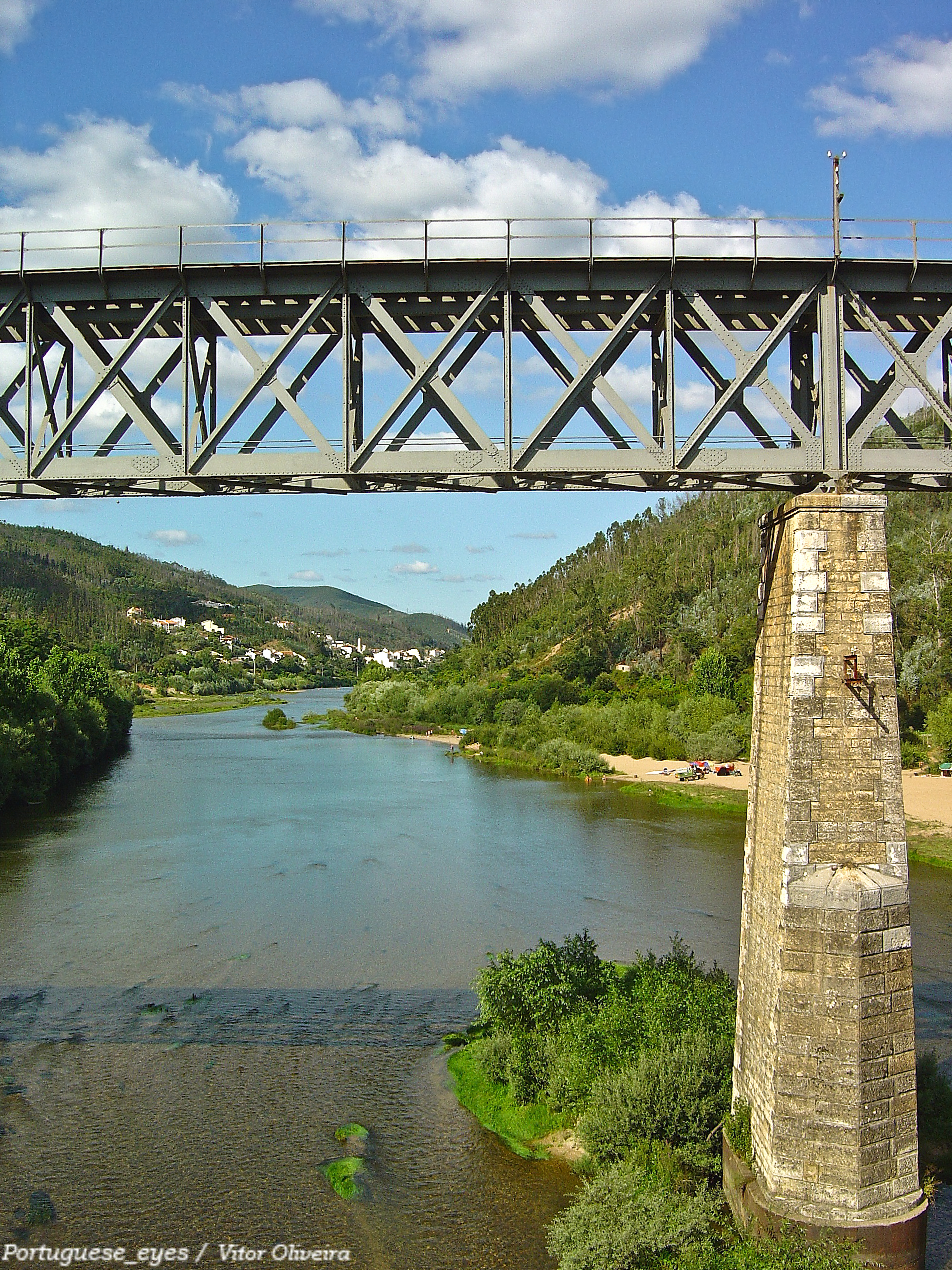
A Ponte da Portela em 2008, pouco antes do encerramento; o Apeadeiro de Quinta da Ponte situa-se à esquerda da foto.

O Apeadeiro de Quinta da Ponte foi uma gare do Ramal da Lousã, que servia o lugar de Quinta da Ponte, no concelho de Coimbra, em Portugal.

## História

### Abertura ao serviço
Este apeadeiro encontrava-se no troço entre Coimbra e Lousã do Ramal da Lousã, que abriu à exploração em 16 de Dezembro de 1906, pela Companhia Real dos Caminhos de Ferro Portugueses.
O apeadeiro de Quinta da Ponte não consta no mapa oficial de 2001 nem de fontes anteriores (e.g., 1913, 1936, e 1985).

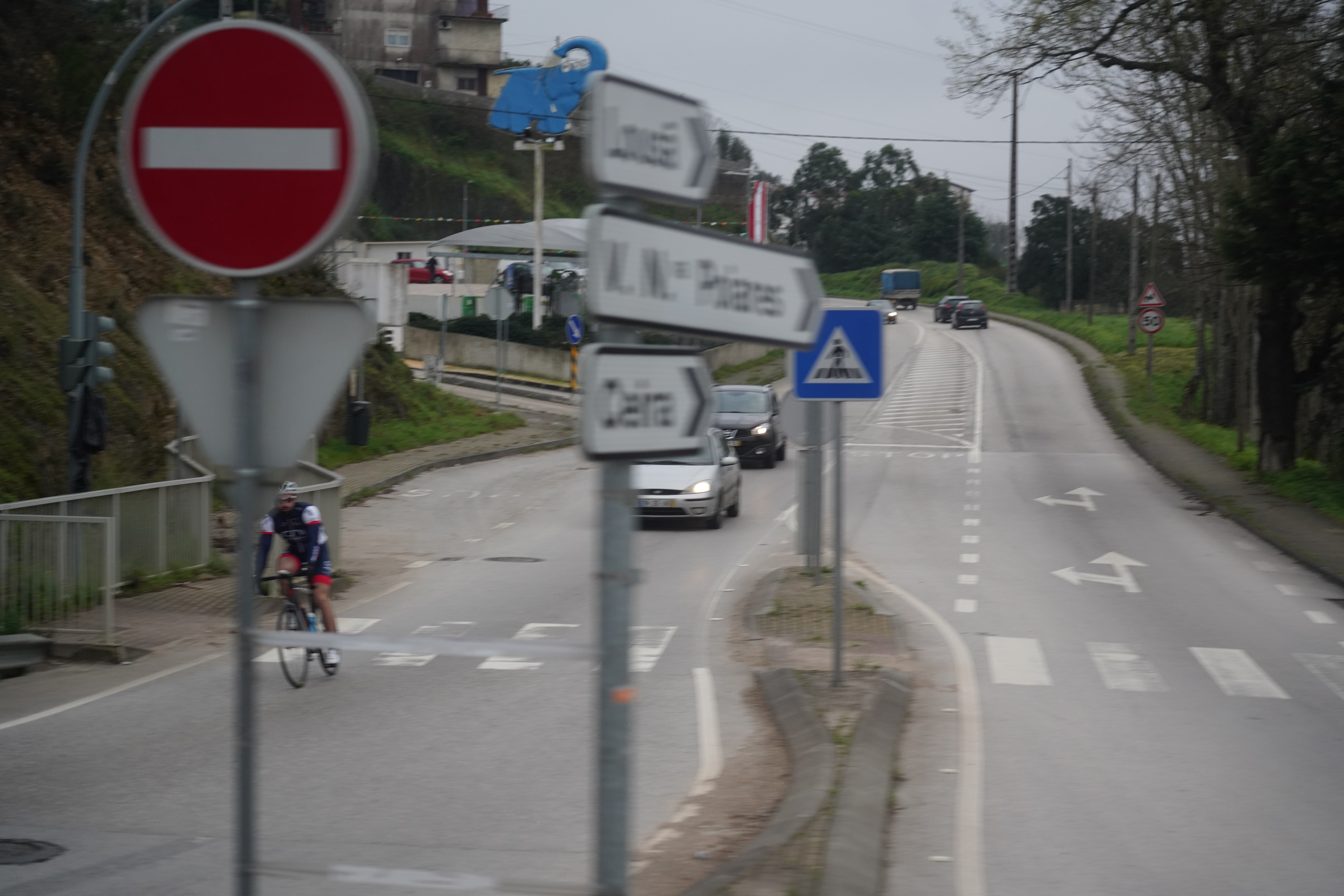
Vista da rotunda que liga a EN17 ao acesso à A13, construída junto ao local do extinto apeadeiro.

### Século XXI
Em Fevereiro de 2009, a circulação no Ramal da Lousã foi temporariamente suspensa para a realização de obras, tendo os serviços sido substituídos por autocarros.

Em 4 de Janeiro de 2010, o troço entre o Apeadeiro de Coimbra-Parque e a Estação de Miranda do Corvo foi encerrado, para a reconversão do sistema ferroviário num metro de superfície, tendo sido criado um serviço rodoviário de substituição. Já em 2007, o projeto apresentado para o Metro Mondego (entretanto nunca construído) preconizava a inclusão da Quinta da Ponte como uma das 14 interfaces do Ramal da Lousã a manter como estação/paragem do novo sistema.